# Distretto di Zajsan
Il distretto di Zajsan (in kazako: Зайсан ауданы) è un distretto (audan) del Kazakistan con capoluogo Zajsan.